# Nettapus pulchellus
El gansito australiano, ganso pigmeo verde o gansito pigmeo australiano (Nettapus pulchellus), es una especie de ave anseriforme de la familia Anatidae que se reproduce en el sur de Nueva Guinea y el norte de Australia.

## Taxonomía
Fue descrito por primera vez en 1842 por el ornitólogo John Gould, su nombre específico se deriva del adjetivo latín pulcher «bonito». Es una de las tres especies del género afroasiático Nettapus, un grupo antiguo e inusual de patos. No se reconocen subespecies.

## Descripción
Mide entre 30 y 36 cm de longitud y entre 48 y 60 cm de envergadura, es una de las especies de patos más pequeñas. Los machos reproductores tienen un predominante color verde oscuro en la parte posterior, el cuello y la corona, mejillas blancas y las partes inferiores de verde oscuro, gris pálido y blanco festoneado. La cola y las plumas de vuelo y coberteras primarias son de color negro, mientras que las plumas de vuelo secundarias son de color blanco. Las coberteras secundarias son de un verde iridiscente oscuro. Esta iridiscencia se pierde fuera de la época de reproducción y el plumaje es más opaco. Presenta cierto dimorfismo sexual, la hembra tiene la nuca barrada en lugar de verde y se asemeja a los machos no reproductores. Las aves inmaduras son más opacas, y tienen la cabeza moteada de color marrón oscuro.

## Distribución
Es nativo del sur de Nueva Guinea y de todo el norte de Australia (desde Australia Occidental, a través de Territorio del Norte hasta Queensland). Hacia el oeste, normalmente alcanza Timor Oriental.